# Louis Bendixen
Louis Bendixen (Copenaghen, 23 giugno 1995) è un ex ciclista su strada ed ex mountain biker danese, professionista dal 2023 al 2024.

## Palmarès

### Strada
- 2021 (Team Coop, una vittoria)

Puchar Ministra Obrony Narodowej
- 2022 (Team Coop, tre vittorie)

1ª tappa International Tour of Rhodes (Rodi > Kalamonas)
2ª tappa International Tour of Rhodes (Rodi > Afando)
Classifica generale International Tour of Rhodes

### Mountain bike
- 2013

Campionati danesi, Cross country Junior

## Piazzamenti

### Classiche monumento
- Giro delle Fiandre

2023: ritirato
- Parigi-Roubaix

2023: 98º

### Competizioni mondiali
- Campionati del mondo di mountain bike

Saalfelden 2012 - Cross country Junior: 60º
Pietermaritzburg 2013 - Cross country Junior: 20º
Pietermaritzburg 2013 - Cross country eliminator: 23º
Hafjell-Lillehammer 2014 - Cross country eliminator: 34º

### Competizioni europee
- Campionati europei di mountain bike

Berna 2013 - Cross country Junior: 5º
Sankt Wendel 2014 - Cross country Under-23: 14º